# José Luis Miranda Roldán
José Luis Miranda Roldán (Archidona, Málaga; 30 de noviembre de 1939-Madrid; 27 de julio de 2019) fue un autor teatral, poeta y médico español.

## Obras

### Teatro
- Cartas Marcadas.(Estrenada en Madrid. Teatro de la Comedia.1961).
- Jaque a la Dama.(Estrenada en Madrid. Colegio Mayor Pedro Antonio Caro.1965).
- El Centauro.(Premio de Teatro Ciudad de Alcorcón.1987).
- Transbordo.(Premio Rojas Zorrilla.1987.Estrenada en Toledo.Teatro Rojas.1989. Dirección de Pedro Miguel Martínez. Principales intérpretes: Nuria Gallardo, Alberto Delgado y Arturo Querejeta. Publicada por Ediciones de Cultura Hispánica.Madrid.1990) .
- Ramírez.(Premio Tirso de Molina.1988. Estrenada en Málaga. Teatro Cervantes.1990. Dirección de Jaime de Armiñán. Principales intérpretes: Manuel Galiana y Cristina Higueras. Publicada por Ediciones de Cultura Hispánica.Madrid.1990).
- La niña del almanaque.(Premio Enrique Llovet.1993. Publicada por la Diputación de Málaga en 1997).
- Entrevista.(Lectura dramatizada en el Ateneo de Barcelona.1995).
- En el hoyo de las agujas.(Premio Lope de Vega.1995. Estrenada en Madrid. Teatro Español. Interpretada por Victoria Vera. Publicada por el Ayuntamiento de Madrid.1998.).
- La Confesión.(Para un espectáculo de Walter Manfré con coordinación dramatúrgica de José Monleon. Estreno 12 de octubre de 2001).
- La habitación del hotel.(Estrenada en Madrid. Teatro Arlequín.2000. Interpretada por Amparo Muñoz, Blanca Marsillach y Aurora Frías. Dirección: Manuel Galiana. Publicada por la Consejería de Cultura de la Junta de Andalucia en su colección "textos dramáticos" en un volumen que incluye La niña del almanaque y En el hoyo de las agujas.2002).
- Sombra y cuna.(Monólogo a petición del Centro Dramático Nacional. 2003).
- "Maternidad". Obra breve publicada en la revista Acotaciones número 22, enero-junio de 2009, páginas 111-115.
- Versión libre de la obra de Tennessee Williams "Dulce pájaro de juventud", interpretada por Analia Gadé y Pep Munné.Estrenada en Orense.2011).
- Versión en castellano de la obra de Tennessee Williams "Un tranvía llamado deseo", dirigida por Mario Gas.Interpretada por Vicky Peña, Roberto Álamo y Ariadna Gil.Estrenada en el Teatro Español.2011).

### Poesía
- Juego del silencio y de los espejos.(El Toro de barro. Cuenca. 1976).
- Invocación al silencio.(Editor Ayuso. Madrid. 1983).
- Novio Juan.(Ángel Caffarena. Málaga. 1987).
- Gacela y frío.(Puerta del Mar. Málaga. 1987).
- Las palabras y el frío.(Antología poética con prólogo de Antonio Hernández. Ayuntamiento de Archidona.1993).

### Narrativa
- Mutilación.(Relato incluido por Antonio Beneyto en Manifiesto Español o una Antología de Narradores. Barcelona.1973).
- El Centauro.(Premio KAPPA de Cuentos y Relatos.1982).
- Pavana y derroche de Laurita Ruiz.(Incluido en 27 cuentos de narradores malagueños, antología editada por Centro Cultural Generación del 27. Málaga, 1997).

### Televisión
Autor de varios guiones de la serie "Dame un beso que dure toda la semana", que se empezó a emitir en agosto de 2002 en Canal 9, Televisión Autonómica Valenciana.

## Premios
- El Centauro.Premio de Teatro Ciudad de Alcorcón.1987.
- Transbordo.Premio Rojas Zorrilla.1987.
- Ramírez.Premio Tirso de Molina.1988.
- La niña del almanaque.Premio Enrique Llovet.1993.
- En el hoyo de las agujas.Premio Lope de Vega.1995.
- Premio "La Celestina".Mejor autor 1998.

## Noticias
- Archivado el 4 de junio de 2016 en Wayback Machine. 26/04/2015.José Luis Miranda se emocionó en el acto oficial de denominación del Auditorio con su nombre. Web Ayuntamiento de Archidona
- Archivado el 4 de marzo de 2016 en Wayback Machine. El Auditorio Municipal llevará el nombre de José Luis Miranda Roldán 6/02/2015. Publicada en web del Ayuntamiento de Archidona
- El 25 de abril de 2015 se celebró el acto de denominación del Auditorio Municipal José Luis Miranda Roldán, con una función teatral
- Artículo en www.presspeople.com por el Ayuntamiento de Archidona